# Palazzo Piccolomini (Siena)

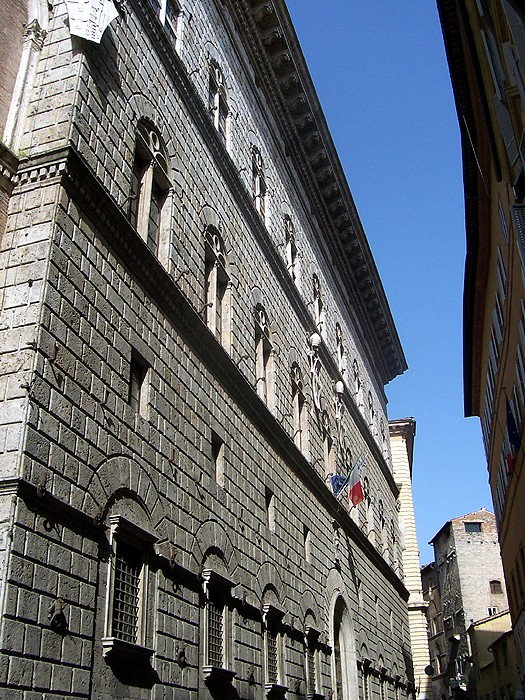
Palazzo Piccolomini

Palazzo Piccolomini é um palácio de estilo renascentista em Siena, Itália. Ele está localizado no Banchi di Sotto, na esquina com a Via Rinaldini; colina acima e a oeste da igreja de San Martino, a Loggia del Papa e o Palazzo delle Papesse, também construído por um membro da família Piccolomini.

## História
O palácio foi erguido por Giacomo e Andrea Piccolomini, sobrinhos do Papa Pio II; os desenhos foram solicitados a Bernardo Rossellino. A construção continuou entre 1460 e 1495.